# Oxford (fietsenmerk)
Oxford is een Belgisch fietsmerk, met vestigingsplaats in Sint-Niklaas. Het is een van de grote en klassieke merken in België, dat zich richt op klassieke fietsen, trekkingfietsen en ook kinderfietsen.
Het merk Oxford wordt geproduceerd door Van Den Berghe NV, een middelgrote KMO. Het merk kreeg de naam omdat het verwees naar Engelse fietsen. Het bedrijf is momenteel aan zijn derde generatie fietsenbouwers toe. De huidige eigenaar, E. Van Den Berghe bouwde het bedrijf op tot marktleider in België. 
In '97 werd het bedrijf opgedeeld in twee entiteiten: Van Den Berghe NV en VDB-parts, dat een groothandel werd voor fietsonderdelen. Bovendien is VDB-parts ook producent van Zannata racefietsen en verdeler van Kuota racefietsen in de Benelux.
Rond de Tweede Wereldoorlog had Oxford een fabriek in Huis Van Den Berghe aan de Grote Markt.